# Janov, Rychnov nad Kněžnou
Janov là một làng thuộc huyện Rychnov nad Kněžnou, vùng Královéhradecký, Cộng hòa Séc.